# Hendudar
Hendūdar (farsi هندودر) è una città della shahrestān di Shazand, circoscrizione di Sarband, nella provincia di Markazi in Iran. Aveva, nel 2006, una popolazione di 1.863 abitanti.